# 伊夫琳
《伊芙琳》（Eveline）是爱尔兰小说家喬伊斯的短篇小说集《都柏林人》中的一篇。

## 内容概要
一位19歲的少女伊芙琳從小活在父親的暴力陰影下，父親經常對伊芙琳的兄弟哈利和歐尼斯特飽以老拳，後來她認識一名水手法蘭克，在幾週裡認識很快的談了戀愛。她父親發現了他們的戀情後，便禁止他們繼續交往。伊芙琳想要和男友法蘭克私奔，逃離父親的暴力和照顧家人的責任，於是她將搭夜航輪船到法蘭克為她在布宜諾斯艾利斯準備的家，去做他的妻子，開始新生活。但是逃離之前，她寫了兩封信，一封是給哈利的，另一封是給她父親的。她既依戀又恐懼這個家，感受到父親老態龍鍾的樣子。但在上船前的一刻，她放棄離開這個家。船上有人吆喝著法蘭克快點走，但是他還在對著伊芙琳叫喊。“她的眼神沒有一絲愛戀或即將離別的跡象，也沒有曾經熟稔的表情。”

## 外部連結
- 伊芙琳[永久]